# بانک عسکری
بانک عسکری (انگلیسی: Askari Bank) شرکت خدمات مالی و بانکداری پاکستانی است، که در سال ۱۹۹۱ تأسیس شد.